# 502
502 (DII) fue un año común comenzado en martes del calendario juliano, en vigor en aquella fecha. 
En el Imperio romano, el año fue nombrado el del consulado de Avieno y Probo, o menos comúnmente, como el 1255 Ab urbe condita, adquiriendo su denominación como 502 al establecerse el anno Domini por el 525.

## Acontecimientos
- Fin de la Dinastía Qing y comienzo de la Dinastía Liang en el sur de China. Liang Wu Di sucede a Qi He Di.
- Estalla una guerra entre el Imperio bizantino y Persia.

## Fallecimientos
- Genoveva de París, patrona de París
- He Di, emperador chino del sur de Qi
- Narsai, poeta y teólogo sirio
- Vakhtang I de Iberia, rey de Georgia